# Полюта Георгій Антонович
Гео́ргій Анто́нович Полю́та (* 1820, Гродно — 15 (27) квітня 1897, Харків) — вчений-ветеринар часів Російської імперії, один з першопочатківців вітчизняної експериментальної ветеринарної фармакології.

## Біографія
Закінчив Гродненську гімназію, 1838 року вступив до Віленської медично-хірургічної академії; по її закритті перевівся в Харківський університет, 1849 року отримав звання лікаря та ветеринара.
1851 року призначений ад'юнктом харківського ветеринарного училища — по фізіології та фармакології. З часом та працею отримує звання магістра ветеринарних наук.
1873 — ординарний професор Харківського ветеринарного інституту (колишнього ветеринарного училища).
Неодноразово від'їздив у польові відрядження: 1868 року в Області Війська Донського досліджував місцеву рослинність на пасовищах домашньої худоби — для дослідження місцевостей, котрі спричиняли масові захворювання. 1873 року виїздив на Кавказ — задля вивчення співвідношення рослин на тутешніх пасовиськах і кліматичних умов — щодо розвитку чуми ВРХ. Того ж року виставляв на французькій міжнародній виставці колекцію комах, знайдених у шерсті овець.
Входив до складу Варшавського, Віленського, Вятського, Харківського, медичних товариств та Паризького ботанічного товариства. Брав участь у боротьбі з чумою худоби та холерою людей — з 1887 року був головуючим холерного комітету, заснованого з його подання. Один із засновників ветеринарної освіти в Російській імперії.
Написав підручник «Ветеринарна фармакологія з загальною терапією і рецептурою» (1878).
Його деякі праці:
- «Хлороформ як проти отрута для стрихніну» — 1852–1854,
- «Теорія та механізм блювоти» — 1866,
- «Лікування азіатської холери в альгідному періоді» — 1874,
- «До симптоматології альгідного періоду холери», 1874,
- «Загальна терапія альгідного періоду азійської холери», 1874,
- «Про лікування холери» — 1886,
- «Засоби по зменшенню здатності холерних мікробів розвивати холерну отруту», 1886,
- «До теорії альгідного періоду азійської холери», 1887,
- «Про деякі випадки вирізання блукаючих нервів»,
- «Sur la respiration des poissons hors de l'eau».